# Barinas (paroisse civile)
Pour les articles homonymes, voir Barinas.
Barinas est l'une des quatorze paroisses civiles de la municipalité de Barinas dans l'État de Barinas au Venezuela. Sa capitale est Barinas, chef-lieu de la municipalité et capitale de l'État, dont elle abrite le quartier central qui s'articule autour de la place Bolívar. En 2011, sa population s'élève à 7 651 habitants et en 2018 à 15 606 habitants.

## Géographie

### Description et hydrographie
La paroisse est de forme parallélépipédique, les petits côté étant situés au nord-ouest et sud-est. Elle est limitée au nord-est par le río Santo Domingo, au nord-ouest par l'axe de l'avenue Carabobo, au sud-ouest par l'avenue Cruz-Paredes et au sud-est par l'avenue 15-Andrés-Varela qui se prolonge en direction du fleuve par l'avenue Olimpica. Côté fleuve qui forme la limite avec la paroisse civile voisine d'Obispos de la municipalité d'Obispos, la rive est longée par l'avenue Industrial.

### Démographie
La paroisse civile de Barinas recouvre intégralement le centre de la ville de Barinas qui s'articule autour de la place Bolívar. Uniquement urbaine, la paroisse civile n'abrite aucune autre localité que le centre de la capitale de l'État.

## Sources
- (es) Cet article est partiellement ou en totalité issu de l’article de Wikipédia en espagnol intitulé « Municipio Barinas » (voir la liste des auteurs).